# Аника-воин
Ани́ка-во́ин (греч. ἀνίκητος — «непобедимый»; также Они́ка-во́ин) — герой русского народного стиха об Анике и Смерти. 
Это аллегорическая притча о неизбежности смерти и тщетности человеческой гордыни перед её лицом. 
Основные темы:
   1. Гордыня и тщеславие – могучий воин, побеждающий царей и героев, считает себя непобедимым и даже мечтает о власти над всей землёй. Однако его сила ничего не значит перед лицом смерти.
  2. Неотвратимость смерти – смерть приходит внезапно, невзирая на богатство, славу или силу. Она напоминает, что никто — ни цари, ни герои, ни мудрецы — не смогли избежать её.
   3. Бесполезность земных благ – воин предлагает смерти золото, серебро и драгоценности, но та отвергает их: перед смертью все равны, и никакое богатство не может её умилостивить.
   4. Покаяние и его промедление – воин просит отсрочки, чтобы покаяться в грехах, но смерть отвечает, что люди часто откладывают раскаяние, а когда она приходит, уже поздно.
Смысл притчи: Как бы ни был могуществен человек, смерть всё равно настигнет его. Ни сила, ни богатство, ни хитрость не спасут от неё. Единственное, что остаётся, — быть готовым к её приходу, жить в смирении и не забывать о духовном.
Текст напоминает «Повесть о Дракуле» и другие древнерусские поучительные повести, где смерть выступает как неумолимый судья, уравнивающий всех перед лицом вечности.
В стихе молодой Аника-воин хвастается своей силой и разоряет беззащитных людей. В пути ему встречается Смерть и упрекает его за хвастовство. Аника-воин нисколько её не боится и вызывает на поединок. Смерть быстро одолевает его, и он, раскаявшись о необдуманном слове, начинает умолять её дать ему хоть сколько-нибудь времени, но Смерть убивает его.
Согласно одной из гипотез, русский стих восходит к «Повести о прении живота со смертью».
Имя героя скорее всего взято из византийского сказания о герое Дигенисе, который там упоминается с постоянным эпитетом anikitos. Русские переписчики могли посчитать эпитет за имя собственное.
Аника-воин перешёл в поговорку «Аника-воин сидит да воет». Его имя упоминается в сказках, притчах, народной драме (например, в пьесе о «Царе Максимилиане», интермедии «Аника-воин»). Его нередко изображали с кратким изложением повести «О прении живота со смертью» на лубочных картинках. Н. А. Некрасов в своём произведении «Кому на Руси жить хорошо».
Эх вы, Аники-воины!

Со стариками, с бабами 

Вам только воевать!